# Administració forestal
L'administració forestal són el conjunt d'òrgans que a les administracions públiques tenen com a finalitat la creació, foment, millora, conservació i defensa de la riquesa forestal. L'administració forestal neix durant la segona meitat del segle xix per donar solució a un greu problema de desforestació pan-europeu, derivat de l'excés de demanda de fustes i llenyes en els moments primerencs de la Revolució Industrial. El problema que es plantejaven els estats europeus no era estrictament ambientalista sinó que era tangible. Tangible, principalment, perquè derivava en dos problemes:
- Manca de productes forestals. Sentit productivista de les necessitats forestals. Abastament dels mercats.
- i Inundacions descontrolades. Ocasionades per l'eliminació de la coberta vegetal (espoli dels boscos, per fusta, pastura…) amb la conseqüent desprotecció del sòl. Fenomen que facilita fortes avingudes d'aigua pluvial amb riscos per la població i els seus béns, alhora que es provocaven processos erosius que aterraven els pantans.

Les administracions forestals dels estats europeus, inicialment incidien únicament en els boscos de propietat pública, no es condicionava la propietat privada. L'intervencionisme forestal en els boscos de propietat privada s'inicia més tard, ja al segle xx.